# Högfenad havsbraxen
Högfenad havsbraxen  (Taractes asper) är en fisk från familjen havsbraxenfiskar.

## Utseende
Den högfenade havsbraxen har en kropp som är sammantryckt från sidorna, och vars rygg- och analfenor är fjällbeklädda. Den främre delen av ryggfenan är påtagligt hög. Fisken är silverfärgad som levande, men mörknar snabbt efter döden. Den blir åtminstone 50 cm lång.

## Vanor
Fisken är en pelagisk art som lever från ytan ner till 140 m. Litet är känt om dess levnadssätt, men leken förmodas ske i subtropiska vatten. Arten företar långa vandringar.

## Utbredning
Arten finns i de flesta tempererade och tropiska hav. I Atlanten finns den från Island och norra Norge via Madeira till Kapprovinsen i Sydafrika. I Stilla havet från Japan till västra Nordamerika (Alaska till Kalifornien). I Indiska oceanen från KwaZulu-Natal i Sydafrika till södra Madagaskar och Maldiverna. Den går sällsynt in i norra Nordsjön.